# ハーフォード郡 (メリーランド州)
ハーフォード郡（英: Harford County）は、アメリカ合衆国メリーランド州の北東部に位置する郡である。人口は26万0924人（2020年）。郡庁所在地はベルエアであり、同郡で人口最大の都市はアバディーンである。ハーフォード郡はワシントン・ボルチモア・北バージニア広域都市圏に含まれる。

## 歴史
ハーフォード郡は1773年にボルチモア郡の東部が分離して設立された。郡内にはエイブラハム・リンカーン大統領を暗殺したジョン・ウィルクス・ブースの生誕地、チューダーホールの町がある。アメリカ独立戦争に先立つ文書ブッシュ宣言に署名した場所でもある。
郡名は第6代ボルチモア男爵フレデリック・カルバートの非嫡出子、ヘンリー・ハーフォード（1759年頃-1834年）に因んで名付けられた。ヘンリー・ハーフォードはカルバートの愛人、ヘスター・ウェランの子として生まれた。その住まいはフェニックスのジャレッツビルパイクにある民家の一部として現在も残っている。ハーフォードはメリーランド植民地最後の領主知事を務めたが、非嫡出子であるために、父の男爵家を嗣がなかった。
郡内の法人化都市ハバー・ド・グラースは、アメリカ合衆国の首都の立地を検討した時にワシントンD.C.と競った。チェサピーク湾の湾奥にあるために、戦時でも交易が行えるという戦略的な位置が評価された。今日ハバー・ド・グラース周辺の水域は沈泥の流出で悪影響を受けており、郡の主要環境問題となっている。
ハーフォード郡には多くのアメリカ合衆国国家歴史登録財がある。

### 環境の歴史
ハーフォード郡では3つの分野で環境問題がある。すなわち、土地の利用、水質汚染/都市流出水、土壌汚染/地下水汚染である。
郡の過去、現在、未来の人口増加ブームと土地開発で、農夫と土地開発者の間に摩擦が生じた。家産所有者は小区域の創設を望んでいた。ハーフォード郡は土地開発の抑制計画を実行したことで、国内最初期の郡であり、新しい開発は郡内の特定地域に絞られている。
チェサピーク湾の湾奥、サスケハナ川に沿っているために、湾に流れ込む堆積物や肥料の流出分を制御するために重要な役割を果たしており、また水中植物の生育にも影響している。流出水との関係で農業を行う土地所有者のニーズと舗装された不浸透性土地のバランスを取る必要があった。
ハーフォード郡はアバディーン性能試験場の創設以来、土壌汚染と地下水汚染の問題を抱えてきた。軍事施設はアメリカ陸軍のための研究を行い、マスタードガスや過塩素酸塩など様々な化学物質を放出してきた。アバディーン、エッジウッド、じゃっぱたうんなどの町がこの汚染の影響を受けた。アバディーン性能試験場には2006年時点で3つのスーパーファンド適用地がある。ガソリンの添加剤メチル第3ブチルエーテルで汚染された地下水はフォールストンの町に影響した。
ハーフォード郡は、唯一の市営埋め立て地であるスカーボロー埋め立て地とハーフォードゴミ処理センター近くに住む住民からの苦情にも直面している。この埋め立て地は2007年に規模が3倍に拡大され、大規模な屋外ゴミ置き場や風に飛ばされる塵、住民の井戸を汚染し、サスケハナ川の支流であるディア・クリークに流れ込む浸出液など、操業違反について住民の被害の対象となり、健康問題も増加している。

## 地理
ハーフォード郡は、ピードモント台地のうねりのある丘陵と、チェサピーク湾やその支流にそった大西洋岸平原の平地との境目に跨っている。郡の開発状況は田園部と郊外部が混在し、アバディーンやベルエアなど大きな町や、ボルチモア市に通じるアメリカ国道40号線などの幹線道路沿いでは開発の密度が高い。郡内最高地点は郡北部と北西部にあり、北西隅のペンシルベニア州州境近くの標高805フィート (245 m) となっている。最低地点はチェサピーク湾沿いの海面である。
アメリカ合衆国国勢調査局に拠れば、郡域全面積は526.72平方マイル (1,364.2 km2)であり、このうち陸地440.35平方マイル (1,140.5 km2)、水域は86.37平方マイル (223.7 km2)で水域率は16.40%である。

### 隣接する郡
- ヨーク郡 (ペンシルベニア州) - 北
- ランカスター郡 (ペンシルベニア州) - 北東
- ボルチモア郡 - 西
- セシル郡 - 東
- ケント郡 - 南（チェサピーク湾の対岸）

### 国立保護地域
- サスケハナ川国立野生生物保護区[8]

## 法と政府
ハーフォード郡は1972年からチャーター政府の形態を採っている。郡政府にはハーフォード郡公共図書館サービスや保安官事務所が含まれ、ベルエア、エッジウッド、ジャレッツビルに管区がある。
郡政府は郡執行官1人と7人の委員で構成される郡政委員会である。郡政委員会の議長は全郡を選挙区に選ばれ、残り6人は6つの選挙区から選出されている。

## 人口動態
以下は2000年国勢調査による人口統計データである。
| 基礎データ - 人口: 218,590人 - 世帯数: 79,667 世帯 - 家族数: 60,387 家族 - 人口密度: 192人/km2（496人/mi2） - 住居数: 83,146軒 - 住居密度: 73軒/km2（189軒/mi2） 人種別人口構成（2000年統計、（ ）内は2010年統計） - 白人: 86.77% (81.2%) - アフリカン・アメリカン: 9.27% (12.7%) - ネイティブ・アメリカン: 0.23% (0.3%) - アジア人: 1.52% (2.4%) - 太平洋諸島系: 0.06% (0.1%) - その他の人種: 0.69% (0.8%) - 混血: 1.47% (2.5%) - ヒスパニック・ラテン系: 1.91% (3.5%) 先祖による構成 - ドイツ系：22.5% - アイルランド系：13.1% - イタリア系：9.8% - イギリス系：9.2% - アメリカ人：8.1% - ポーランド系：6.0% | 年齢別人口構成 - 18歳未満: 27.9% - 18-24歳: 6.8% - 25-44歳: 31.6% - 45-64歳: 23.7% - 65歳以上: 10.1% - 年齢の中央値: 36歳 - 性比（女性100人あたり男性の人口） - 総人口: 96.0 - 18歳以上: 92.5 世帯と家族（対世帯数） - 18歳未満の子供がいる: 38.7% - 結婚・同居している夫婦: 61.9% - 未婚・離婚・死別女性が世帯主: 10.2% - 非家族世帯: 24.2% - 単身世帯: 19.7% - 65歳以上の老人1人暮らし: 6.8% - 平均構成人数 - 世帯: 2.72人 - 家族: 3.14人 収入と家計 - 収入の中央値 - 世帯: 57,234米ドル - 家族: 63,868米ドル - 性別 - 男性: 43,612米ドル - 女性: 30,741米ドル - 人口1人あたり収入: 24,232米ドル - 貧困線以下 - 対人口: 4.9% - 対家族数: 3.6% - 18歳未満: 5.8% - 65歳以上: 6.7% |

## 都市と町
ハーフォード郡内にはメリーランド州法の町が2つある。
- 2都市:
  1. アバディーン（1892年法人化）
  2. ハバディグレイス（1785年法人化）
- 1町:
  1. ベルエア（1872年法人化） - 郡庁所在地

### 国勢調査指定地域
未編入領域も「町」と考えられるが、政府は無い。アメリカ合衆国国勢調査局、アメリカ合衆国郵便公社、地元商工会議所など様々な組織がその町を定義している。法人化はされていないので、その境界が定義されていない。アメリカ合衆国国勢調査局は以下の国勢調査指定地域を登録している。
1. アバディーン性能試験場
2. ベルエアノース
3. ベルエアサウス
4. エッジウッド
5. フォールストン
6. ジャレッツビル
7. ジョッパタウン
8. ペリーマン
9. プレザントヒルズ
10. リバーサイド

### 未編入の町
1. アビンドン
2. ベルカンプ
3. カーディフ
4. チャーチビル
5. ダーリントン
6. ガンパウダー
7. キャッスルトン
8. ダブリン
9. フォレストヒル
10. ヒッコリー[12]
11. レベル
12. ノリスビル
13. パイルズビル
14. ストリート
15. ホワイトフォード
16. ホワイトホール

## スポーツ
ハーフォード郡にメジャークラスのチームは無いが、マイナーリーグのアバディーン・アイアンバーズが本拠地にしている。アバディーンで育った元ボルチモア・オリオールズの選手でアメリカ野球殿堂入りしたカル・リプケン・ジュニアが設立した。フィギュアスケートのキミー・マイズナーはベルエアーに住んでいる。2006年冬季オリンピックに出場し、カナダのアルバータ州カルガリーで開催された世界フィギュアスケート選手権では金メダルを取った。

## 教育

### 初等中等教育

#### 公共教育学区
ハーフォード郡の公立学校はハーフォード郡公共教育学区が管轄している。小学校32校、中学校8校、高校10校があり、工業高校、チャータースクール、オルターナティブスクール各1校が含まれている。

#### 私立学校
- ハーフォード・フレンズ学校、クエーカー系
- ジョン・キャロル学校、カトリック系
- ハーフォード・クリスチャン学校[13]

### 高等教育機関
郡内に4年制大学は無い。ハーフォード・コミュニティカレッジがチャーチビルにあり、2年制の準学士を提供し、職業訓練過程もある。

## 雇用
郡内最大の雇用主はアバディーン性能試験場であり、11,000人以上の文民従業員がいる。2005年の基地再編閉鎖委員会の進言に従い、10年以内に約5,300人がこの試験場に移動してくることになる。
民間最大の雇用主はクラインズ・ショップライト・オブ・メリーランドである。約1,200人を雇用している。

## 家庭支援サービス
郡内の家族や個人に対して、一般的なカウンセリング、トラウマの治療、家庭内暴力犠牲者の支援、成人障碍者の家庭内支援などをメリーランド州中部家庭・子供のサービスが行っている。これは民間の非営利団体であり、ベルエアに事務所がある。家庭・子供のサービスは、ハーフォード・コミュニティカレッジの敷地で成人デイケアセンターも運営している。サービスによっては無料のものもあり、通常収入によってスライド制料金を適用している。

## その他
郡内の新聞は「ジ・イージス」である。
コノウィンゴ・ダムが郡東端にある。このダムの運営事務所がハーフォード郡側にある。
1981年の映画『Tuck Everlasting』と2008年の映画『From Within 』では多くのシーンが郡内で撮影された。
郡内の公共交通は郡が所有するハーフォード交通が運行している
2011年、全米薬物コントロール政策局は、ハーフォード郡を高度に薬物が流通している地域に認定した。